# 中之島 (島根縣)
中之島（日语：中ノ島，なかのしま）是日本島根縣隱岐群島中島前的一個島嶼，又名海士島（日语：あまとう），是隱岐郡海士町的主島。中之島面積32.31平方公里，周長89.1公里，島上人口約有2,400人。中之島對外的主要交通方式是渡船，島上的主要交通方式則是公車。

## 外部連結
- AMANA 島根県海士町の情報発信サイト（页面存档备份，存于）（海士町観光協会）